# Anarchisme en Afrique du Sud
L'anarchisme en Afrique du Sud date des années 1880 et a joué un rôle majeur dans les mouvements travaillistes et socialistes dès le début du vingtième siècle jusqu'aux années 1920. Le mouvement anarchiste sud-africain des débuts était fortement syndicaliste révolutionnaire. L'ascension du Marxisme-léninisme à la suite de la révolution russe ainsi que la répression d'état ont résulté dans l'adoption de la ligne de l'Internationale communiste par l'essentiel du mouvement de gauche. Même s'il y eut des signes d'une influence anarchiste ou syndicaliste révolutionnaire dans certains des groupes de gauche indépendants qui ont résisté au régime de l'apartheid à partir des années 1970, l'anarchisme n'a commencé à émerger en tant que mouvement distinct qu'à partir du début des années 1990. Il reste un courant minoritaire de l'échiquier politique sud-africain.

## Histoire

### Première émergence et déclin, des années 1880 aux années 1920
Le premier anarchiste notable en Afrique du Sud fut Henry Glasse, un émigrant anglais qui s'est établi à Port Elizabeth dans les années 1880. Glasse avait gardé le contact avec les cercles anarchistes londoniens liés au journal Freedom de Pierre Kropotkine. En 1901 il publia chez Freedom Press Socialism the Remedy, basé sur une conférence qu'il avait donnée à l'Institut de Mécanique de Port Elizabeth. Il rédigea également The Superstition of Government qui fut publié avec un tract de Kropotkine en 1902.
La Social Democratic Federation (SDF) fondée au Cap en 1904, qui rassemblait des socialistes de toutes les tendances, avait une aile anarchiste active. L'International Socialist League (ISL) était une importante association syndicaliste révolutionnaire. Fondée à Johannesbourg en septembre 1915, elle établit des succursales dans la plupart des régions d'Afrique du Sud à l'exception du Cap-Occidental et mit sur pied en septembre 1917 le premier syndicat noir du pays, l'Industrial Workers of Africa (IWA) inspirés par les Industrial Workers of the World (IWW). En 1918, les anarchistes et les syndicalistes du Cap quittèrent le SDF pour former l'union syndicale révolutionnaire Industrial Socialist League qui soutenait l'IWA au Cap-Occidental et constitua son propre syndicat dans les usines d'alimentation. L'ISL et l'Industrial Socialist League formèrent une alliance et contribuèrent à créer d'autres associations de personnes de couleur. Tandis que les fondateurs étaient principalement issus de l'aile radicale des classes laborieuses blanches, le mouvement rencontra une grande popularité parmi les populations noires, indiennes et Coloured.
L'ISL, l'Industrial Socialist League (brièvement renommée Communist Party), le SDF ainsi que d'autres organisations fusionnèrent au sein du Parti communiste d'Afrique du Sud (CPSA) en juin-juillet 1921, lui amenant de nombreuses figures de la première heure jusqu'à ce que le Komintern ordonne l'exclusion de divers éléments non-bolcheviques à la fin des années 1920. Quelques syndicalistes non alignés comme Percy Fisher furent actifs lors de la Révolte du Rand en 1922, une grève générale des mineurs qui tourna à l'insurrection, et s'opposèrent violemment au racisme d'une grande frange des mineurs blancs.
En même temps, l'IWA fusionna avec l'Industrial and Commercial Workers » Union (ICU), ce qui explique pourquoi elle fut influencée par le syndicalisme. L'ICU allait jouer un rôle majeur dans les zones rurales d'Afrique du Sud et se répandre dans plusieurs pays de la région. L'ICU commença à décliner à la fin des années 1920 pour disparaître complètement d'Afrique du Sud dans les années 1930 (même si l'ICU de Rhodésie du Sud, la Reformed Industrial Commercial Union (RICU) persista jusque dans les années 1950).

### Des années 1920 aux années 1990
Après la fusion de l'Industrial Socialist league et de l'ISL dans le CPSA il n'y eut plus de mouvement explicitement anarchiste ou syndicaliste révolutionnaire en Afrique du Sud. L'ICU montrait bien quelques influences syndicalistes révolutionnaires, mais celles-ci coexistaient avec des idées qui allaient du libéralisme au nationalisme noir. À partir de l'épisode du Durban Moment au début des années 1970, les idées de la Nouvelle gauche (New Left) commencèrent à influencer des pans de la lutte anti-apartheid. Cela permit une certaine influence (généralement indirecte) des idées anarchistes et syndicalistes révolutionnaires sur la scène politique, bien que peu marquée et sans grande cohérence. La Federation of South African Trade unions (SOFATU) est une structure importante qui a émergé des luttes populaires des années 1970. La tendance en faveur des travailleurs qui s'est développée au sein de la FOSATU fut inspirée indirectement par l'anarchisme et le syndicalisme révolutionnaire, entre autres. Le « pouvoir pour le peuple » favorisé par l'United Democratic Front s'alignait sur des idées anarchistes dans son appel à remplacer les structures étatiques par le pouvoir de la base. Il n'y a pourtant pas de preuve que cette stratégie s'inspirait d'idées anarchistes ou syndicalistes, si ce n'est que l'UDF était influencé par l'accent mis par la FOSATU sur le contrôle donné aux travailleurs. Après les émeutes de Soweto de 1976, au moins un des meneurs du Soweto Students Representative Council (SSRC) évolua en exil vers une position situationniste.
C'est seulement vers la fin des années 1980 qu'un certain nombre de personnes se présentant comme des anarchistes commencèrent à faire leur apparition, la plupart d'entre elles étant issues de la contre-culture.

### Le renouveau: des années 1990 à nos jours

Logotype de Zabalaza Anarchist Communist Federation.

En tant que mouvement organisé plutôt qu'association d'individus, l'anarchisme ne fait son apparition en Afrique du Sud qu'au début des années 1990, avec des petits collectifs établis principalement à Durban et Johannesbourg. En 1993, l'Anarchist Revolutionary Movement (ARM) fait son apparition à Johannesbourg. Sa section étudiante compte des militants du mouvement anti-apartheid.
En 1995, un mouvement plus élargi, le Workers' Solidarity Federation (WSF) succède à l'ARM.  Le WSF publie son propre journal, Workers' Solidarity et un collectif adhérent, originaire de Durban publie Freedom. 
De tradition plateformiste, le WSF agit essentiellement au sein de la classe laborieuse noire et participe aux luttes étudiantes. Il tisse des liens avec des anarchistes individuels et de petits collectifs anarchistes au Zimbabwe, en Tanzanie et en Zambie. Il contribue également à la création d'une éphémère WSF en Zambie.
En 1999 le WSF s'auto-dissout. Deux collectifs anarchistes lui succèdent : le Bikisha Media Collective et Zabalaza Books. Ces deux groupes publient Zabalaza : of Southern African Revolutionary Anarchism (Zabalaza : un journal anarchiste sud-africain).

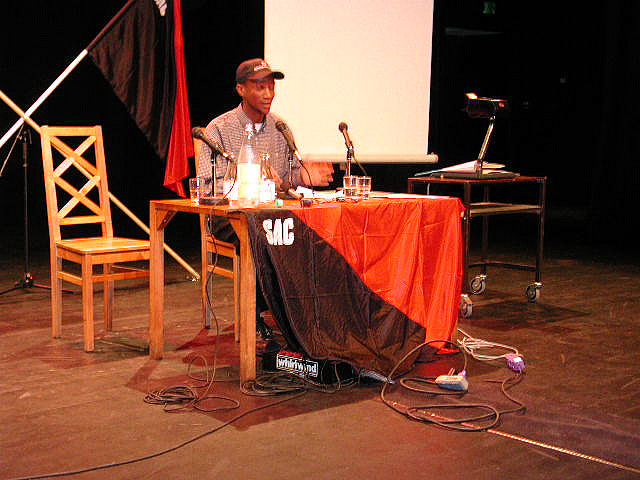
Un membre du Zabalaza Anarchist Communist Front invité par la Sveriges Arbetares Centralorganisation en 2005.

À la fin des années 1990 et au début des années 2000, des activistes de ces structures prennent part à des luttes contre les privatisations et les expulsions et Bikisha adhère formellement à l'Anti-Privatisation Forum (APF).
Le 1er mai 2003 (Journée internationale des travailleurs) est fondée la Zabalaza Anarchist Communist Federation (ZACF ou ZabFed).
Au début, la fédération est essentiellement un regroupement de collectifs anarchistes de Gauteng et Durban, la section locale de l'Anarchist Black Cross, le Bikisha Media Collective et Zabalaza Books.
En 2007, afin de renforcer ses structures, ZabFed devient Zabalaza Anarchist Communist Front (ZACF ou ZabFront). La nouvelle organisation est une « fédération d'individus », au contraire de la « fédération de collectifs » qu'était ZabFed. Le ZACF compte aussi des membres au Swaziland et tient un centre social au camp Motsoaledi de Soweto.
Fin des années 2000, le ZACF est influencé par l'especifismo, une tendance issue de la Fédération anarchiste uruguayenne.
Alors qu'à l'origine, son projet était de promouvoir le syndicalisme au sein des associations de travailleurs, le ZACF s'est dans la pratique largement focalisée sur les nouveaux mouvements sociaux créés en Afrique du Sud dans le sillage de ce qui est perçu comme la faillite sociale du gouvernement post-apartheid de l'ANC.
Le ZACF est impliqué dans les campagnes de l'Anti-Privatisation Forum (APF) et du Landless Peoples' Movement (LPM). Il a également pris part à des actions de solidarité avec l'association Abahlali baseMjondolo et la Western Cape Anti-Eviction Campaign (Campagne anti-expulsion du Cap Occidental).
Le ZACF organise également activement des ateliers et des actions de communication.

## Organisations
- International Socialist League (1915–1921)
- Industrial Workers of Africa (1917–1920)
- Industrial Socialist League (1918–1921)
- Anarchist Revolutionary Movement (1993–1995)
- Workers' Solidarity Federation (1995–1999)
- Bikisha Media Collective (1999–2007)
- Zabalaza Books (1999–2007)
- South African chapter de l'Anarchist Black Cross  (2002–2007)
- Zabalaza Anarchist Communist Federation (2003–2007)
- Zabalaza Anarchist Communist Front (2007–)